# Hoa hậu Quốc tế 1982
Hoa hậu Quốc tế 1982 là cuộc thi Hoa hậu Quốc tế lần thứ 22, được tổ chức vào ngày 13 tháng 10 năm 1982 tại Trung tâm Hội nghị Fukuoka, Fukuoka, Nhật Bản. 43 thí sinh tham gia cuộc thi năm nay. Trong đêm chung kết, Hoa hậu Quốc tế 1981 Jenny Derek đến từ Úc đã trao lại vương miện cho người kế nhiệm, cô Christie Ellen Claridge đến từ Hoa Kỳ. Đây là lần thứ 3 Hoa Kỳ đăng quang cuộc thi.

## Xếp hạng

### Thứ hạng
| Kết quả              | Thí sinh |
| -------------------- | --- |
| Hoa hậu Quốc tế 1982 | - Hoa Kỳ - Christie Ellen Claridge |
| Á hậu 1              | - Tây Ban Nha - Maria del Carmen Aques Vicente |
| Á hậu 2              | - Áo - Annette Schneider |
| Á hậu 3              | - Úc - Lou Anne Ronchi |
| Á hậu 4              | - Mexico - Norma Méndez |
| Top 15               | - Bỉ - Mimi Dufour - Colombia - Adriana Rumié Gomes-Cásseres - Anh - Anne Marie Jackson - Phần Lan - Aino Johanna Kristiina Summa - Hawaii - Rose Marie Freeman - Ireland - Martina Mary Meredith - Israel - Nava Hazgov - Ý - Antonella Cracchi - Thái Lan - Kanda Thae-chaprateep - Wales - Caroline Jane Williams |

## Các thí sinh
- Úc - Lou-Anne Caroline Ronchi
- Áo - Anette Schneider
- Bỉ - Mimi Dufour
- Bolivia - Beatrice Peña
- Brazil - Carmen Júlia Rando Bonoldi
- Canada - Laura Claudia Ciancolo
- Colombia - Adriana Rumié Gomes-Cásseres
- Costa Rica - Sigrid Lizano Mejía
- Đan Mạch - Gitte Larsen
- Anh - Anne Marie Jackson
- Phần Lan - Aino Johanna Kristiina Summa
- Pháp - Isabelle Rochard
- Đức - Jutta Beck
- Hy Lạp - Iro Hadziioannou
- Guam - Donna Lee Harmon
- Hawaii - Rose Marie Freeman
- Hà Lan - Jacqueline Schuman
- Honduras - Alba Luz Rogel
- Hồng Kông - Khấu Hồng Bình
- Ấn Độ - Betty O'Connor
- Ireland - Martina Mary Meredith
- Israel - Nava Hazgov
- Ý - Antonella Cracchi
- Nhật Bản - Yukiko Tsutsumi
- Hàn Quốc - Chung Ae-hee (tên thật: Chung Won-yoon)
- Malaysia - Karen Seet Yeng Chan
- Mexico - Norma Patricia Méndez Tornell
- New Zealand - Wendy Ann Thompson
- Na Uy - Jeanette Roger Blixt
- Philippines - Maria Adela Lisa Gingerwich Manibog
- Bồ Đào Nha - Helena Sofia Sousa Botelho
- Scotland - Lena Masterton
- Singapore - Angela Tan Siok Ling
- Tây Ban Nha - María del Carmen Arqués Vicente
- Thụy Điển - Camilla Engström
- Thụy Sĩ - Ruth Heinder
- Tahiti - Claudine Tutea Cugnet
- Thái Lan - Kanda Thae-chaprateep
- Thổ Nhĩ Kỳ - Mine Ersoy
- Uruguay - Carolina Sibils
- Hoa Kỳ - Christie Ellen Claridge
- Venezuela - Amaury Martínez Macero
- Wales - Caroline Jane Williams

## Chú ý

### Trở lại
| - Lần cuối tham gia vào năm 1979: - Bồ Đào Nha | - Lần cuối tham gia vào năm 1980: - Bolivia |

### Bỏ cuộc
- Iceland

## Liên kết
- Pageantopolis - Miss International 1982